# Placogorgia alternata
Placogorgia alternata är en korallart som beskrevs av Nutting 1910. Placogorgia alternata ingår i släktet Placogorgia och familjen Plexauridae. Inga underarter finns listade i Catalogue of Life.